# Witk V
Witk V (Wittke, Wittken) – kaszubski herb szlachecki, znany z jedynego wizerunku pieczętnego.

## Opis herbu
Opis z wykorzystaniem zasad blazonowania, zaproponowanych przez Alfreda Znamierowskiego:
W polu serce przeszyte trzema strzałami na opak w gwiazdę. Klejnot: nad hełmem bez korony trzy strzały na opak w wachlarz. Labry nieznanej barwy.

## Najwcześniejsze wzmianki
Pieczęć z 1838, wzmiankowana przez Nowego Siebmachera.

## Herbowni
Witk (Vietken, Vitcen, Vithken, Vitken, Witcken, Witek, Witka, Witke, Wittk, Wittke, Wittken, Wyt, Wyta) bez przydomków lub z przydomkiem nieznanym.
Wszystkie gałęzie rodu używały początkowo herbu Witk (do ok. 1600), który z czasem zaczął przechodzić ewolucję (herby Witk II, Witk III, Witk IV, Witk V), a ponadto niektóre gałęzie przybierały inne herby (Chośnicki Witków-Chośnickich, Jeżewski Ib Witków-Jeżewskich w dziale A Jeżewa).